# Accomac
Accomac est une municipalité américaine, siège du comté d'Accomack en Virginie.
Selon le recensement de 2010, Accomac compte 519 habitants. La municipalité s'étend sur 0,39 mille carré (1,01 km2).
Autrefois appelée Drummondtown, la localité est renommée Accomac à la fin du XIXe siècle. Comme son comté, elle nommée en référence aux Amérindiens Accawmack, dont le nom signifie « le lieu de l'autre côté ».